# Amir Tebenichin

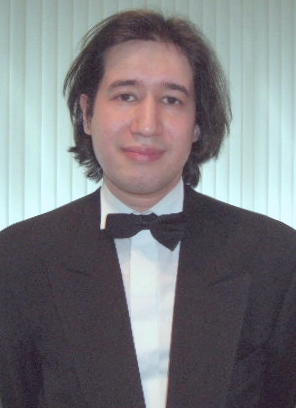
Amir Tebenichin

Amir Tebenichin (* 1977 in Moskau) ist ein kasachischer klassischer Pianist.

## Werdegang
Tebenichin begann das Klavierstudium mit sechs Jahren bei seinem Vater Wladimir Tebenichin, der selbst ein Schüler von Lew Oborin war. Er setzte seine Ausbildung am Baiseitowa Musik College in Almaty bei Janija Aubakirowa und Michail Balabitchev fort. Von 1996 bis 2003 studierte er bei Michail Voskressensky am Moskauer Konservatorium. Von 2004 bis 2012 studierte er an der Musikhochschule Hannover bei Karl-Heinz Kämmerling.
1999 gewann er den Vianna da Motta Wettbewerb in Portugal, 2001 den Klavierwettbewerb in Le Mee sur Seine in Frankreich. 2004 war er Preisträger des Königin Elisabeth Musikwettbewerbs in Brüssel. 2004 gewann er Preis beim Internationalen Klavierwettbewerb von Glasgow und beim 1. Internationalen Klavierwettbewerb in Panama-Stadt. „2006 erspielte“ sich „Amir den 1. Platz beim ZF-Musikpreis in Friedrichshafen.“ 2007 gewann er den ersten Preis beim 3. Anton Rubinstein Klavierwettbewerb in Dresden. 2011 gewann er den Internationalen Deutschen Pianistenpreis in Frankfurt.
Tebenichin konzertiert in Europa, Asien, Lateinamerika und der USA. Er trat bei Festivals in Frankreich, Deutschland, Belgien und Russland auf.
Tebenichin hat  Rundfunk und CD-Aufnahmen (u. a. bei den Labels Naxos, Classical Records, Genuin, Cypres Label, K&K Verlagsanstalt) eingespielt.